# Mendu
Mendu è una suddivisione dell'India, classificata come nagar panchayat, di 12.001 abitanti, situata nel distretto di Hathras, nello stato federato dell'Uttar Pradesh.